# Продвижение (телеканал)
«Продвижение» — российский развлекательный телеканал, входящий в холдинг «МКР-Медиа», вещает на всю страну уже более 10 лет. Круглосуточный эфир по четырем часовым поясам на спутнике и в кабельных сетях, онлайн-трансляция на интернет-платформах и собственном сайте. «Продвижение» – сетевой партнёр более чем для 40 региональных телекомпаний, аудитория – 25 миллионов человек. Лауреат телевизионных конкурсов, в числе которых «ТЭФИ-Регион» и «МедиаБренд». В сетке вещания – зарубежные и российские сериалы, оригинальные форматы передач.

## История
17 декабря 2013 года стало известно о продаже телеканала «ТелеОмск-АКМЭ» компании ОАО «Межгосударственная корпорация развития». На частотах «ТелеОмска-АКМЭ» МКР планировал запуск собственного телеканала «Продвижение». Вещание в тестовом режиме началось 30 декабря 2013 года. Полноценное вещание «Продвижения» началось с 1 февраля 2014 года.
В декабре 2016 года ТК «Продвижение» начал вещать в трёх часовых версиях: «Продвижение-Восток» — дубль вещания «+7», «Продвижение-Сибирь» — дубль «+4», «Продвижение-Москва» — дубль «0». В феврале 2017 года начал круглосуточное вещание в интернете. С 1 марта 2017 года ТК "Продвижением начал вещание со спутника связи «Экспресс-АМУ1» на платформе российского спутникового оператора НТВ-ПЛЮС. В июне 2017 года началось активное расширение сети вещания. На сегодняшний день канал успешно сотрудничает с партнерами на всей территории РФ, среди которых известные региональные телекомпании: ООО Телестанция «НКМ» (г. Петрозаводск),
ООО «ТВ-Мост» (г. Кемерово), МАУ «Тагил-ТВ» (г. Нижний Тагил) и многие другие.
В июне 2017 года телеканал прекратил показ омских новостей и стал развлекательным.
В марте 2020 года телеканал запустил новую сетку вещания, разработанной при участии одного из ведущих консультантов в области телевизионного маркетинга Регины Юркиной. Теперь она отвечает основным современным принципам бесшовного и блочного программирования.
В середине декабря 2020 года телеканал представил обновлённую версию его эфирной графики, которая окончательно вступила в силу 14 января 2021 года. Новый логотип отражает основные приоритеты и направление развития холдинга «МКР-Медиа». Обновление коснулась всех эфирных и неэфирных элементов канала, включая заставки, пакет сервисной графики, решения для социальных сетей и корпоративную айдентику. Изменилась также и сетка вещания, акцент который будет сделан на «современную классику» телевидения и контент собственного производства.
С 30 января 2023 года телеканал начинает работать по обновлённой эфирной сетке вещания. В её основе лежат два разноплановых типа контента: проекты собственного производства и художественные фильмы и сериалы. Изменения коснулись не только эфирной логики, но и содержательной составляющей в части актуализации структуры вещания.

## Контент
70 % российского производства: познавательные программы, любимые сериалы, современные фильмы и классика советского кинематографа, а также культовые западные детективные сериалы, голливудские фильмы и документальное кино.
Телеканал активно сотрудничает с региональными телекомпаниями по системе классического сетевого партнерства.
С 3 июня 2017 года на телеканале «Продвижение» началось вещание международной сети TV BRICS.

## Программы
- «Мама в деле»
- «Нелёгкий лёгкий жанр»
- «НЛП: нестандартно и легко о психологии»
- «НЛП: дети»
- «Дневники матери»
- «Вкусно по ГОСТу»
- «Кем быть»
- «Кадры»
- «Клипотека ПИ ФМ»
- «Личный тренер»
- «Одеть надежду»
- «Арт-детективы»
- «Обратный отсчёт»
- «Михаил Казиник. Обнимаю вас музыкой»
- «Деконструкция»
- «Сад поэтов»
- «Проект 123/19»
- «Сказки для взрослых»
- «Мои деньги»
- «Самокат»

## Лица[13]
- Алёна Бензик
- Марина Ларикова
- Надежда Орлова
- Елена Ищенко
- Ольга Долгих
- Юлия Боброва
- Жанна Толстикова
- Софья Волкова и другие ученики Школы телевидения телеканала «Продвижение»

## Вещание[14]
Доступен на всей территории России в пакетах спутникового телевидения, в кабельной и эфирной аналоговой средах вещания, а также на крупнейших ОТТ-платформах:
- Peers.TV
- ViNTERA.TV
- Лайм HD
- БИЛАЙН ТВ
- 24 Часа ТВ
- Смотрёшка
- Мегафон ТВ
- Триколор ТВ[15]
- Rutube
- Start
- Wink

### Эфирное
- Кемерово — 11 ТВК
- Новокузнецк, Кемеровская область — 10 ТВК
- Омск — 9 ТВК (17:00-24:00)
- Старый Оскол (Белгородская область) - 9 [16]ТВК

### Спутниковое
- НТВ-Плюс[17]
- Телекарта[18]
- МТС ТВ

### IPTV
- «Ростелеком»

## Региональные вещатели

### Дальневосточный федеральный округ
- Столица Севера (г. Якутск, Республика Саха — Якутия)
- СЭТ (г. Хабаровск, Хабаровский край) (До 2022 года)
- Солнце ТВ (г.Южно-Сахалинск,Сахалинская область)

### Сибирский федеральный округ
- ТВ-Мост (г. Кемерово, Кемеровская область)
- Ленинск-ТВ (г. Ленинск-Кузнецкий, Кемеровская область)
- Телекомпания «Усолье» — 11 канал (г. Усолье-Сибирское, Иркутская область)
- Телерадиокомпания «Диалог» (г. Усть-Кут, Иркутская область)
- ТВН и Ново-ТВ (Новокузнецк, Кемеровская область)
- Телевидение Колпашева (г. Колпашево, Томская область)
- СТВ (г. Стрежевой, Томская область)
- «ОТВ-3» (г. Омск, Омская область)
- Кабельный телеканал «Черногорск» (г. Черногорск, Республика Хакасия)
- Центр-Красноярск (г. Красноярск, Красноярский край)
- Причулымье (г. Назарово, Красноярский край)

### Уральский федеральный округ
- Тагил-ТВ (г. Нижний Тагил, Свердловская область)
- Ишим-ТВ (г. Ишим, Тюменская область)
- Пыть-Ях информ (г. Пыть-Ях, Ханты-Мансийский автономный округ — Югра)

### Центральный федеральный округ
- Олимп (г. Липецк, Липецкая область)
- Продвижение-Тамбов (г. Тамбов, Тамбовская область)
- Чехов-ТВ (г. Чехов, Московская область)
- ТВ-Тверь (г. Тверь, Тверская область)

### Южный федеральный округ
- Про Астрахань (г. Астрахань, Астраханская область)

### Северо-Кавказский федеральный округ
- «Прометей» — 5 Регион (г. Кизляр, Республика Дагестан)

### Северо-Западный федеральный округ
- Ника Плюс (г. Петрозаводск, Республика Карелия)

## Достижения и награды
Победитель «ТЭФИ-Регион — 2016» в номинации «Лучший телевизионный дизайн» и «ТЭФИ-Регион — 2017» в номинациях «Развлекательная программа» и «Телевизионный дизайн».
В 2017 году телевизионные проекты о развитии туризма «Продвижения» были отмечены наградами I Международного фестиваля «Русский путешественник — 2017».
В ноябре 2017 года стал победителем V Международного кинофестиваля туристических и спортивных фильмов «Золотая вершина».
В ноябре 2020 года проект учеников детской школы телевидения телеканала «Продвижение» стал победителем на фестивале «Включайся!».
В июне 2021 года в Москве прошла церемония награждения лауреатов ХII Национальной премии в области спутникового, кабельного и интернет-телевидения «Золотой Луч». Телеканал «Продвижение» был удостоен специального приза от учредителя премии — Национальной ассоциации телерадиовещателей (НАТ). Авторитетное жюри в лице Президента НАТ Эдуарда Сагалаева признало «Продвижение» лучшим в номинации «Региональный канал» за активное участие во всех сегментах рынка электронных СМИ, включая рынки региональные и международные.
В октябре 2021 года телеканал стал лауреатом премии «Музыкальное сердце театра» в номинации «За партнёрство». Академики конкурса оценили системную, последовательную работу канала по популяризации и продвижению музыкально-театрального жанра.
В ноябре 2023 года телеканал «Продвижение» победил в номинации «Лучший проморолик регионального ТВ» XI конкурса российской премии в области телевизионного маркетинга, продвижения и дизайна «МедиаБренд». Промо было создано для привлечения внимания зрителей к нераскрученным российским мини-сериалам.